# Ofelia Salazar
Ofelia Salazar é uma personagem fictícia da série de televisão Fear the Walking Dead, sendo interpretada por Mercedes Mason. A personagem foi criada por Robert Kirkman, Dave Erickson e Marco Ramirez. Ofelia é filha de Griselda e Daniel Salazar, sendo imigrante nos Estados Unidos, vinda de El Salvador.

## Biografia
Filha de Daniel e Griselda Salazar, Ofelia vive em Los Angeles com sua família, vindos de El Salvador quando ela ainda era um bebê. Ela é forte, independente, bonita e profissional, mas feroz, protegendo seus pais a todo custo. Após a morte de sua mãe e a aparente perda de seu pai, Ofelia se torna muito mais distante, fazendo de tudo para sobreviver, abandonando o grupo e se juntando a outro, que posteriormente viriam a ser os inimigos de seu grupo original. Ofelia é engenhosa como seus pais e pode manipular situações em seu benefício. Como sendo destemida em suas ações, acaba salvando Alicia e Lee, mesmo que tenha custado sua própria vida, impedindo-a de ter um último encontro com seu pai.

### 1ª temporada
Ofelia sai de seu quarto em sua casa, no centro de Los Angeles, depois que Travis, Chris e Liza pedem refúgio na barbearia de seu pai, Daniel. Quando Travis começa a procurar uma saída alternativa para escapar, Ofelia entra na sala, confusa com o que está acontecendo. Seu pai explica os tumultos do lado de fora e que Travis e sua família pediram abrigo. Ofelia, mantendo a calma, convida-os a descansar na área de espera da barbearia. Ofelia avisa os outros que os manifestantes estão invadindo a loja ao lado. Poucos minutos depois, Christopher percebe que a parede está ficando mais quente. Daniel percebe que há um incêndio se espalhando e diz que eles precisam fugir. A loja é invadida por manifestantes, mas eles conseguem sair e testemunhar um confronto violento e confuso entre manifestantes, policiais do Departamento de Polícia de Los Angeles e esquadrão de revoltas contra um pequeno número de infectados. Enquanto correm, Griselda é atingida por um andaime que prende seu pé. Ofelia e os outros a resgatam imediatamente e levam Griselda para trás da caminhonete de Travis, onde Liza e os Salazar cuidam de seu ferimento. Eles tentam levar Griselda a um hospital, mas, ao chegarem, testemunham outro confronto armado entre policiais e pessoas infectadas que saem do hospital. Daniel percebe que os outros hospitais devem estar nas mesmas condições e convence Travis a dar refúgio aos Salazar na casa de Madison, alegando ligar para seu primo para levá-lo na manhã seguinte. Ofelia fica ao lado de sua mãe atrás da picape, enquanto Travis, Madison e Daniel enfrentam Peter Dawson morto-vivo. Minutos depois, Ofelia e seu pai estão ajudando Liza a cuidar do ferimento de Griselda dentro da casa de Madison. Daniel afirma que chamou o primo para levá-los de manhã e Ofelia fica surpresa com isso. Mais tarde, sozinha com os pais, Ofelia insiste que eles devem pedir para fugir com Travis e Madison, e confronta o pai sobre a alegação de ter chamado o primo, apesar de sempre ter lhe dito que toda a família morreu em El Salvador. Daniel insiste que é uma má ideia estar em dívida com outras pessoas, e Griselda pede que ela confie no pai. Ofelia então sai correndo, visivelmente frustrada. Enquanto as famílias de Madison e Travis se preparam para sair de manhã, Ofelia pede a seu pai novamente para que eles partam com eles, sem sucesso. Daniel promete, de forma pouco convincente, que ele de alguma forma levará um médico para tratar Griselda. Quando Ofelia ressalta que os Clark e Manawa são pessoas boas, Daniel avisa que "pessoas boas são as primeiras a morrer". Quando Os Clark e os Manawa saem, a Guarda Nacional chega e os impede, transformando a área em uma zona segura, com cercas e toques de recolher. Nove dias depois, Alicia e Ofelia vão juntas ao comunicado geral de Moyers, onde Ofelia exige medicamentos. Moyers diz que está sendo providenciado. Ela entra na fila para acesso a recursos, e acaba flertando com o soldado Andrew Adams. Mais tarde, ele e Ofelia estão se beijando numa parte isolada da zona segura. Ela pede novamente pelos remédios, e Andrew diz que foi negado, para estoques maiores numa possível tentativa de retomada da cidade. Daniel pede para Madison cuidar de Ofelia caso ele não volte com Griselda do hospital, e ela promete. De noite, Ofelia se despede dos pais, porém Daniel é impedido de ir, já que Nick tomou seu lugar. Liza acaba também indo. No dia seguinte, Ofelia vai até os portões, exigindo ver sua mãe. Andrew impede que ela seja morta pelos soldados, e leva até em casa. Tudo na verdade não passou de um plano para que Daniel capturasse-o. Ofelia fez-o prometer não machucar Andrew, somente trocá-lo por Griselda e possivelmente Nick. Mais tarde, ela descobre que seu pai mentiu e torturou Andrew para obter informações, ficando abalada. Ela vai até a rua e chora, revelando o que sabe para Travis, que então confronta Madison e Daniel. Ofelia confronta o pai sobre Andrew, dizendo que ele mentiu para ela, e Daniel afirma que ele estava protegendo-a. Ofelia em seguida carrega os carros para que eles busquem Griselda, Nick e Liza. No hospital, Ofelia, Daniel, Madison e Travis procuram Nick. Eles acham sua cela, mas ele não está lá. Eles continuam a procurar por Nick, e o acham preso em um corredor com portas trancadas, tentando se livrar dos infectados. Liza chega correndo e abre as portas com seu cartão-chave. Ele descem as escadas da cozinha, onde são confrontadas por mais pessoas infectadas. Liza está sendo atacada por um dos infectados, mas Ofelia o afasta. Ofelia e Liza lutam juntas, e Ofelia esmaga a cabeça de um dos infectados com uma chave inglesa, tirando sua raiva. Enquanto o grupo foge do refeitório, Ofelia e Daniel param e perguntam Liza onde Griselda está. Liza diz a eles que ela faleceu, e Ofelia fica perplexa. Liza diz que fizeram tudo o que poderia ser feito e que sente muito. Do lado de fora, o grupo encontra os restos mortais de pacientes falecidos. Ofelia nota os restos de sua mãe entre eles e começa a chorar pesadamente, e seu pai a conforta. De volta ao estacionamento, todos se reúnem. Ofelia fica triste, pois não teve chance de se reunir com sua mãe, e se arrasta ao chão, totalmente deprimida. Logo depois, Andrew aparece com uma arma apontada para Daniel. Ofelia tenta convencer Andrew a não matá-lo, mas ele atira nela, se vingando de Daniel. Travis espanca Andrew, enquanto Liza corre para cuidar dos ferimentos de Ofelia. Ofelia é levada atrás da caminhonete com Liza e Daniel, enquanto o grupo dirige em direção ao oceano. Quando o grupo chega à casa beira-mar de Strand, Daniel leva Ofelia para o sofá, onde ela descansa. Liza ensina Daniel e Ofelia como lidar com os ferimentos, antes que Liza saia e seja morta misericordiosamente por Travis. O tiro ecoa, enquanto Ofelia dorme nos braços de Daniel.

### 2ª temporada
O grupo foge para o barco Abigail quando Los Angeles é bombardeada pelos militares. Ofelia e o grupo ficam chocados. No dia seguinte, Nick dá dicas a Ofelia sobre como tratar o ferimento no braço. Posteriormente, ela participa do funeral de Liza. Ofelia fica aflita quando Chris e Nick são atacados no mar por infectados, mostrando que continua com seu posicionamento sobre eles. Eles partem rápido quando começam a ser perseguidos por um barco desconhecido, e atracam na ilha Catrina. Ofelia e Daniel ficam no iate com Strand, enquanto o resto adentra a ilha. Numa conversa com o pai, Ofelia diz que está começando a entender o mundo, o que a ajuda a compreendê-loː cruel. Eles partem da ilha quando param de ser perseguidos, e Ofelia fica abalada quando Melissa volta zumbificada para atacar Seth e Harry. A ferida de Ofelia infecciona, mas Daniel a impede de pedir antibióticos a Madison, pois cada um deve cuidar de sua própria família. Após um problema com os motores, o grupo decide parar o barco, e Alicia decide que eles devem ir buscar suprimentos em uma costa próxima, onde há malas. O grupo parte, e lá, Daniel pega antibióticos para Ofelia. Como presente, Nick pega um rosário para ela. Na madrugada, Ofelia e Chris vigiam o convés, enquanto conversam sobre suas vidas antes do surto, relacionamentos, estudos. De repente, um bote com dois homens e uma grávida sangrando se aproxima do Abigail. Chris pergunta se deve atirar, e Ofelia não responde. Os passageiros do bote embarcam no barco sem serem convidados, alegando que a mulher está tendo complicações na gravidez. Travis, Daniel e Madison correm para o andar de cima e interrogam os estranhos. Alicia sobe e reconhece um deles como sendo Jack, um garoto com quem ela falava pelo rádio dias atrás. De repente, todos no barco são dominados, exceto Alicia. Strand tenta fugir em um bote, porém Reed, um dos homens, atira e fura o bote. Já de manhã, Reed exige saber onde estão as chaves, e Ofelia diz estarem com Strand, em quem ele atirou. Reed ameaça matar Chris, então Travis diz ter como ligar o barco mesmo sem as chaves, fazendo ligação direta. Enquanto isso, Madison pergunta por Nick, que desapareceu sem rastros, e Ofelia diz que ele deve ter fugido enquanto eles estavam na proa. Quando Madison sugere que a bebê de Vida, a grávida, estaria morta, Ofelia continua, provocando Vida, que ameaça atirar em Ofelia. Após a partida de Vida, Jack, Connor, Alicia e Travis, Luis Flores chega de barco com Nick e mata Ben e Breannah. Eles conseguem capturar Reed, que é levado como refém, enquanto Chris toma conta dele do lado de fora do quaro. Madison negocia Reed por Travis e Alicia, e Connor aceita. Chris caminha pelo corredor com uma arma e diz a Ofelia que Reed estava prestes a se transformar. O grupo encontra Reed morto na cabine com o rosto estourado. Ofelia e Nick limpam o sangue no quarto de Reed e discutem a possibilidade de que Chris o matou a sangue frio. Reed se transforma e ataca Ofelia, mas Nick a salva. Antes que eles possam matá-lo, Daniel esfaqueia Reed e o prende na parede, deixando-o zumbificado. Eles então levam Reed zumbificado até a base de Connor e o trocam por Alicia e Travis. Reed mata Connor e mais dois de seus homens, enquanto Madsion, Travis e Alicia fogem. Quando o grupo se aproxima da fronteira com o México, todos exceto Luis e Strand se escondem na casa de máquinas, já que o preço para que uma pessoa atravesse a fronteira é muito alto. Luis acaba se desentendendo com um dos guardas, e é atingido por um tiro, assim como os dois policiais. Daniel sai e impede que os policiais se transformem, e chega para fazer o mesmo com Luis, e ele implora, e Ofelia impede Daniel. Ele pede para que Ofelia entregue um medalhão de coruja à Celia, sua mãe. Daniel joga o medalhão ao mar, e Ofelia consegue convencê-lo em deixar Luis. Eles finalmente conseguem desembarcar no México, e andam até um bairro, onde Strand encontra a caminhonete de seu namorado, Thomas, parado em frente a uma igreja. Eles acabam atraindo diversos caminhantes, e Daniel agarra um coroinha infectado, ficando paralisado pela lembrança de agarrar um garoto pelo pescoço. Ofelia mata o garoto infectado por Daniel. Eles partem para a fazenda de Celia na caminhonete de Thomas, onde Ofelia acaba convencendo Daniel a aceitar entregar as armas. À noite, Daniel está mal pelo garoto da igreja, e Ofelia chama-o para jantar, embora Daniel não tenha fome. Ela diz estar com fome, e ele diz que seu braço deve estar melhorando. Daniel pede para dizer que ele está cansado. Depois da janta, Ofelia leva Nick até um santuário, onde eles rezam para Griselda, e Ofelia "fala" com ela sobre Daniel. Enquanto isso, Daniel descobre que Celia guarda trabalhadores e suas famílias infectadas na fazenda, e a confronta. Todos vão dormir, e Daniel e Ofelia acordam ao som de um tiro. Daniel e Ofelia correm, e Ofelia tira a pele do rosto. Daniel então acorda do pesadelo, agora ao som de um tiro (dado por Strand para impedir a transformação de Thomas). Ele corre para procurar Ofelia, e encontra-a, abraçando após averiguar que ela está realmente bem. Já de dia, Daniel pega Ofelia pelos braços e diz que eles precisam sair, pois Griselda está os esperando no portão. Os empregados da fazenda se aproximam e puxam Ofelia, e Daniel os ataca, sendo dominado. Posteriormente, Ofelia, Madison e Alicia veem o enterro de Thomas, e ao final, Ofelia exige ver seu pai, mas Celia diz que ele é muito perigoso, até mesmo para ela. Celia leva comida para Daniel no lugar onde o esconde, enquanto exige que ele confesse seus pecados. Ele diz não ter nada para dizer, e ela o deixa, enquanto ele alucina com Griselda. Daniel consegue se soltar, e põe fogo na fazenda. Ofelia fica desesperada ao pensar que Daniel morreu, mas Alicia a impede de ir procurá-lo. Ela foge da fazenda com Madison, Alicia e Strand em um caminhão. Dois dias depois, Alicia, Strand, Madison e Ofelia continuam procurando Nick, agora por Tijuana. Alicia e Strand pede para que eles voltem para o Abigail, já que é inútil continuar procurando por ele, mas ao chegarem lá descobrem que o Abigail foi roubado por oficiais mexicanos, e Alicia dá a ideia de que eles vão para um hotel próximo, deixando uma mensagem feita com madeira na praia, dizendo para que caso Travis ou Nick os encontrem, partam para o norte. Eles chegam ao hotel, e decidem entrar. Ofelia ainda está muito abatida pelo aparente perda de seu pai. Eles entram no hotel, e Ofelia pega um pedaço de madeira escondida. Eles vão até o salão de festas, onde havia uma festa de casamento, e Ofelia menciona que quase casou com um bom homem chamado William, mas que terminou pois ele se mudaria para Santa Fe. Ofelia e Alicia partem para procurar suprimentos nos quartos. Elas entram em um corredor, onde Ofelia diz odiar hotéis, pois lhe dão calafrios. Elas percebem um padrão nas portas onde têm caminhantes, e entram em um quarto sem a marcação, onde pegam mais suprimentos. Nesse quarto, há um caminhante que se suicidou no banheiro, e Ofelia fica paralisada ao vê-lo. Elas partem para outro quarto, e Ofelia diz à Alicia que ainda há água quente no chuveiro. Alicia se pergunta por que o homem se enforcou, e Ofelia acha que ele estava cansado de sobreviver, mas Alicia discorda. Ofelia então diz que eles não vão conseguir, já que seu pai não conseguiu, mas Alicia diz que ele estava errado, e que eles são sua família agora. Alicia entra no banho, e assim que termina, Ofelia desapareceu. Enquanto Alicia tomava banho, Ofelia desceu e roubou a caminhonete, em busca de seu ex-noivo, William. Ofelia dirige para um restaurante. Lá dentro, ela mata uma infectada com um martelo e caminha até uma varanda com vista para o oceano. Em um flashback, Ofelia almoça com o namorado, William, no varanda à beira-mar. William pede Ofelia em casamento, e que ela se mude com ele para Santa Fe, onde ele está prestes a aceitar um novo emprego. Ofelia hesita em deixar os pais em Los Angeles, mas concorda em falar com a mãe. Do lado de fora, Ofelia estuda um mapa, pega um rosário e depois cuida da gasolina. Em outro flashback, Ofelia fala com Griselda sobre sua família. Griselda explica que ela e Daniel deixaram El Salvador para proteger Ofelia da violência e do derramamento de sangue e juraram fazer qualquer coisa por Ofelia. Ela diz que aquilo é amor. Ofelia pega a mão dela, escolhendo sua família em vez de William. No presente, Ofelia beija o rosário e o pendura no espelho retrovisor. Ela dirige em direção aos EUA. Ofelia segue por uma estrada esburacada até a caminhonete parar e quebrar. Ela para e levanta o capô para verificar o que houve. As peças estão muito quentes, então ela remove a blusa e a envolve na mão para agarrá-las. De repente, um caminhante se aproxima e ela bate o capuz em seu braço. Usando um martelo, ela derruba outra infectada e se tranca no caminhão. A janela do lado do motorista está aberta, e outro caminhante a agarra. Ela o mata e sai para buscar o martelo, enquanto mata outro. Ofelia vê uma horda chegando, então pega seu rosário e sua mochila e foge a pé. Após algumas horas de caminhar beirando a cerca da fronteira com os EUA, Ofelia acha um buraco por onde passa e atravessa. Ela então se depara com um deserto, por onde continua andando. Após continuar caminhando, Ofelia se esconde quando alguém começa a atirar nela. Ela corre e se esconde atrás de uma árvore. Um homem armado com uma espingarda se aproxima. Ofelia começa a rezar com seu rosário. O homem a descobre atrás da árvore e diz "Bem-vinda à América".

### 3ª temporada
Quando Jake e Alicia vão até a Reserva do Chapéu Preto, eles se encontram no restaurante com Qaletaqa, que pede a comida. Ofelia então os serve, deixando Alicia surpresa. Minutos depois, Alicia e Ofelia saem para conversar. Alicia diz que Ofelia a largou no hotel, e que por causa dela, Alicia quase morreu, assim como Madison e Strand. Ofelia se desculpa, mas Alicia não a perdoa, e Ofelia tenta se justificar. Ela diz à Alicia que quase morreu no deserto, mas Qaletaqa a salvou. Ofelia diz que eles são pessoas boas. Alicia insiste que eles mataram os Trimbol, mas Ofelia diz que eles não saíram em nenhuma missão no dia anterior. Qaletaqa e Jake saem e dizem que firmaram um acordo, e Alicia fica como refém na Reserva, enquanto Ofelia é levada como refém para o Rancho. Ao chegarem no rancho, Madison fica nervosa porque Alicia ficou com Taqa, mas Ofelia a tranquiliza, dizendo que Taqa é um homem de palavra. Antes que Ofelia entre, ela e Nick se entreolham. Ofelia é mantida presa no porão de Jeremiah até que o mesmo vá falar com ela. Ela o reconhece e diz não ter nada para falar com ele, mas Jeremiah tenta se explicar. Ofelia pergunta o que Jeremiah quer, e ele diz para que eles não compliquem a história com coisas antigos, fazendo alusão a quando ele atacou-a na fronteira. Ela concorda e eles saem. Enquanto isso, Madison, Troy, Nick e outros resgatam Alicia da Reserva. No Rancho, Alicia diz que Ofelia não precisa voltar com Qaletaqa Walker, e Ofelia diz que porque deixou Alicia no hotel, vai dar um conselho a ela. Ofelia diz para que ela saia do Rancho, pois é tudo que ela pode oferecer, um lugar na Reserva. Alicia diz que Ofelia sabe que ela não pode, e Ofelia lamenta por Travis. Jake leva Ofelia de volta à Reserva depois de Troy ter resgatado Alicia. Lá, Jake é espancado. Taqa decide matá-lo, mas Ofelia o interrompe, e Taqa diz que da próxima que ver Jake, vai matá-lo. Mais tarde, Ofelia é jogada em frente ao Rancho, espancada. Ela diz para Jake, Troy, Madison e Jeremiah que eles suspeitaram que ela havia ajudado na fuga de Alicia. Jeremiah manda levarem-na para a enfermaria. Quando ela sai, Jake assume a culpa pela situação de Ofelia. Madison diz que foi culpa dela, pois em Los Angeles, prometeu a Daniel que cuidaria de Ofelia. Jeremiah diz que ela pode trabalhar no Rancho. Madison sai e e vai até Ofelia, dizendo que ela pode ficar no Rancho, e Ofelia oferece ajuda na cozinha. À noite, Madison e Alicia acordam ao som de gritos, e saem da casa correndo, enquanto Ofelia se levanta e fica para trás. Do lado de fora, todos estão sendo atacados por infectados. Ofelia olha da porta da casa, enquanto Nick a chama. Ela corre, e Nick percebe que ela é a responsável. Nick cai no chão, vomitando, enquanto Madison corre atrás de Ofelia. Em flashbacks, Ofelia caminha pelo deserto, quando é atacada a tiros por Jeremiah. Ela se esconde atrás de uma árvore e se prepara para atacá-lo, mas ele a impede, pegando sua faca com a arma apontada para ela, em seguida dizendo "Bem-vinda à América". Ele a leva até a caminhonete onde lhe dá água e a interroga. Ofelia diz estar indo para Santa Fe em busca de seu noivo. Jeremiah diz ser longe e lhe liberta. Ofelia pede uma carona, mas Jeremiah diz que não há "pessoas pardas" no Rancho, e Ofelia cospe antes que ele vá embora. Ela continua caminhando pelo deserto, tentando se proteger do Sol, até cair embaixo de algumas árvores secas. Ofelia alucina com Daniel, que insiste para que ela fique acordada, porém Ofelia desmaia. Mais tarde, Ofelia é encontrada por Walker, que percebe suas queimaduras e sua desidratação. Ele lhe dá água e a cobre com sua jaqueta, pondo-a em seu cavalo e levando-a até a Reserva, onde ele lhe banha na banheira. Após o banho, Taqa se apresenta. Ele dá comida para Ofelia e prepara sua cama, antes de sair e deixá-la dormir. No presente, Ofelia entra em uma caminhonete, mas é alcançada por Madison, que quebra o vidro e a impede de fugir. No dia seguinte, Madison revela para Jake, Alicia e Nick que Ofelia envenenou o café da milícia, mas não sabe com o quê. Jake diz que sem saber qual o veneno, não pode tratar de Nick, que está ardendo em febre. Madison dirige com Ofelia até a Reserva, fazendo Ofelia de refém. Ofelia diz que o intuito era somente deixar a milícia fraca para que eles pudessem invadir sem derramarem sangue. Madison fica com nojo de Ofelia, dizendo que ela os abandonou, pois eles eram sua família, Nick a tratava como família. Ofelia diz que "a nação é sua família agora" , e Madison entra no restaurante com Ofelia, exigindo saber qual era o veneno. Taqa diz que era Antraz, deixando Madison e Ofelia pasmas. Ele diz que se Nick for forte, sobreviverá. Taqa também diz para Madison que se ela não sair do Rancho vai morrer, mas Madison diz que já perdeu de mais pelo Rancho, e que não vai sair. Mais tarde, Ofelia vai até o quarto de Walker e diz que se importava com os Clark, e que se sentiu traída por Taqa ao não ser informada que o veneno era antraz. Walker diz que ela se tornou uma heroína por isso. Ele diz que quando a salvou, Ofelia havia enfrentado a morte sem medo, e por isso levou-a até a Reserva. Walker diz que a dívida de Ofelia está paga. De repente, começa um incêndio nas ocas, e eles saem. Eles apagam o incêndio enquanto são atacados pela milícia e Madison rouba o trailer com os crânios dos ancestrais de Taqa. Posteriormente, Madison tenta chantagear Taqa com isso, mas ele só para com a cabeça de Jeremiah. Madison posteriormente entrega a cabeça dele para Taqa e os dois grupos se juntam. Ofelia inicialmente é recebida com receio por todos. No porão, Troy diz que Ofelia não pode estar lá e nem ficar no Rancho, mas Walker diz que ela é uma heroína para seu povo, e que ela vai ficar, recebendo apoio de Jake. Ofelia fica reclusa na cabana por todo o dia. À noite, Nick a visita. Ela admite para ele que não se sente tão culpada como deveria pelo que fez. Ela pergunta a Nick se ele sente culpa, referindo-se ao assassinato de Jeremiah. Nick não entende por que deveria se sentir culpado no começo. Ofelia diz a Nick que eles não são tão diferentes. Alguns dias depois, Ofelia, Alicia, Jake e Lee são informados por Madison e Walker que eles irão embora por alguns dias para garantir um suprimento de água reserva. Eles os instruem a racionarem a água do Rancho. No dia seguinte, Ofelia leva um copo de água para Erin, que está na fila com sua mãe, mas ela joga o copo no chão. À noite, Alicia vai até a cabana de Ofelia e Lee, e sugere que eles criem um sistema para garantir que cada um obtenha a mesma quantidade de água no poço todos os dias. Ofelia pede provas e insiste que ninguém da Nação pegou água duas vezes, pois ela mesma supervisionou. Ofelia pergunta sobre uma possível volta da milícia e Alicia nega. Ofelia pede para que Alicia tome conta de seu povo primeiro, e os acalme. Alicia vai embora. No dia seguinte, o caos se instala quando Alicia revela que eles só têm 6 semanas de água na intenção de fazer com que todos se unissem. Lee dispara para o alto, e se dirige em direção ao poço junto à Ofelia, na intenção de tomarem conta do poço para que todos tenham a mesma quantidade de água, mas Nick saca a arma e entra na frente deles. Para impedir uma confusão maior, Ofelia acalma Lee e pede para que eles não briguem por aquilo agora. Eles vão embora. Tempos depois, Nick e a milícia estão armados com lanças e arcos, rastejando pelo campo para chegarem até a casa de Ofelia e pegarem suas armas. Ofelia, Lee e outro índio observam, com a arma apontado para eles. Cooper aponta e mostra Alicia trabalhando com outros 4 membros da Nação num poço, em busca de encontrarem água. Eles se perguntam o que ela está fazendo, e Nick responde que ela está os salvando. Ele entrega sua arma para Blake e vai até o local ajudá-la. Ofelia e Lee partem também, assim como toda a milícia. No dia seguinte, Ofelia fala com Lee que as coisas ainda estão boas e que eles estão no comando. Ele diz que eles cavaram um poço para lugar nenhum, e que Walker é o líder. Ofelia diz que com Walker e Madison fora, ele, Ofelia, Jake e Alicia são os líderes, mas que Jake é fraco. Lee diz que eles precisam de alguém que está no meio, e Nick é essa pessoa, pois todos confiam nele. Mais tarde, Alicia conta para Ofelia que Nick e Jake estão em perigo, que encontraram uma horda, e que elas precisam ir conferir se eles estão bem. Ofelia pergunta por que eles foram sozinhos, e Alicia conta sobre Troy ter invadido o Rancho e ter avisado sobre alguma coisa vindo. Ofelia diz que Lee não ficará satisfeito com essas informações, e Alicia diz que ele não precisa saber. Ela diz a Ofelia para ter fé. Um som de tiro ecoa pelo Rancho alguns minutos depois. Alicia, Lee, Ofelia e Cooper conferem o portão e percebem uma horda a menos de um quilômetro. Lee diz que Walker disse a eles para protegerem o Rancho e é isso que eles vão fazer. No porão, Lee pergunta por que Nick e Jake estavam no deserto. Alicia diz que Troy entrou no acampamento e avisou Nick que algo estava por vir. Lee diz que Troy pode ter trazido até eles, mas Ofelia diz que ele pode ter salvado suas vidas. Lee diz que poderia ter matado Troy quando teve a chance, e Ofelia pede para que ele se acalme, pois não é isso que Taqa queria. Coop diz que eles podem começar com pedras e arco e flecha, mas que se a horda entrar eles vão ter que usar as armas, mas para isso eles precisarão de balas, todos eles. Lee recusa e sai, mas Ofelia o chama, e ele joga as chaves, pedindo para que todos se armem. Eles fazem um muro com trailers para impedir a entrada dos mortos. Alicia pergunta se isso vai funcionar, e Lee responde que deve fazê-los se redirecionarem. Todos ficam atrás dos trailers. Alicia, Ofelia e Lee cuidam dos infectados que passam por debaixo dos trailers. Com o acúmulo de caminhantes do outro lado, um dos trailers tomba, o que faz com que milhares dos infectados cheguem até os sobreviventes. Alicia grita para que todos vão para o porão de suprimentos. Ofelia e Coop dão cobertura para Alicia, que está redirecionando os sobreviventes para a despensa no porão. Coop acaba sendo mordido e Ofelia é atacada, sendo derrubada no chão. Alicia mata Coop e salva Ofelia. Elas ficam cercados pelos infectados, e junto com Lee, começam a matar o máximo que conseguem, até chegarem na despensa, onde trancam a porta. Eles permanecem trancados no local. Ofelia informa Alicia que o sistema de ventilação está quebrado, e eles percebem que vão sufocar se não consertarem. Alicia calcula duas horas de oxigênio até morrerem sufocados por dióxido de carbono. Ofelia diz que o único jeito é indo averiguar. Alicia diz que há uma solução temporáriaː menos pessoas, menos dióxido de carbono. Ela sugere matar os mordidos, na tentativa de conseguir mais tempo. As pessoas mordidas se apresentam, enquanto Ofelia e Lee entram nos dutos para consertarem e voltar com o oxigênio. Eles rastejam por vários minutos, até uma descida. Ofelia diz que eles precisam se virar para que possam descer. Lee fica preso. Ele começa a bater nos dutos, desesperado. Ofelia o acalma e ele revela que sofre de TEPT desde que lutou no Iraque. Ofelia diz que entende, pois seu pai também apresentava o mesmo comportamento. Lee desabafa com Ofelia que não se perdoa por ter tido crises na frente de seu filho, o que deixava-o assustado e com medo dele. Lee diz que não estava com ele quando tudo começou e nunca vai se perdoar. Lee então se recupera e eles continuam o trajeto. Eles chegam até a entrada de ar, onde se deparam com um caminhante preso de cabeça para baixo. Ofelia sobe nos ombros de Lee para matar o caminhante, mas Lee desmaia pela falta de oxigênio, e Ofelia e o caminhante caem. Ele a ataca, e Ofelia atira em sua cabeça. O tiro ecoa pelos dutos apertados, deixando Ofelia tonta. De repente, os dutos voltam a funcionar e o ar chega na despensa. Eles são salvos no celeiro por Madison, Walker e Strand, e vão até a porta da despensa para salvarem Alicia, e descobrem que todos morreram, exceto Alicia. Ofelia, Lee, Walker, Madison, Alicia, Troy e Nick são os únicos sobreviventes, e junto com Strand, fogem do Rancho. Na estrada, Madison conta para Ofelia que seu pai está vivo e está desesperado para vê-la. Ofelia desmorona, agradecendo-a por avisá-la. Madison diz que eles precisam partir rápido para chegarem em El Bazar. Ofelia e Lee ficam na traseira do caminhão. Ofelia de repente fica fraca e cai do caminhão em movimento. O grupo para para ajudar, e Ofelia diz estar bem, mas eles percebem a mordida em sua clavícula, dada pelo caminhante nos dutos. Ela implora para que Madison a leve até seu pai, e Madison promete. Madison e o grupo chegam até El Bazar, e eles dão à Ofelia uma camisa nova para que não percebam o sangue e a mordida. Eles entram sem que ninguém perceba a mordida em Ofelia, e vão até um dos quartos. Walker diz que a febre está alta. Madison lhe entrega uma faca e pede para que ele não durma. Madison volta com analgésicos, mas ela está morrendo. Madison diz que Ofelia não merece isso, que Daniel não merece isso, e que só quer dar um pouco de paz para ela. Madison diz que talvez Daniel os mate. Walker diz que Ofelia merece ver o pai pela última vez e precisa ser capaz de enterrar sua filha, mesmo que isso signifique que todos eles morram. Nick chega e encontra Madison e Ofelia dormindo. Madison acorda assustada e Nick diz que ela está somente dormindo. Nick toma conta de Ofelia quando Madison sai para tomar ar fresco. Ele percebe que ela está dormindo e toma um pouco de seu remédio. Mais tarde, Madison e Walker acordam Ofelia e a levantam. Ofelia abraça Taqa e sai com Madison. Do lado de fora, Madison e Ofelia sentam em uma caixa, enquanto esperam Daniel. Ofelia implora para que Madison não deixe Daniel vê-la transformada, mas Madison diz que não vai acontecer. Ofelia fica com extremo frio, e é coberta por Madison. Ofelia pede para Madison dizer a Daniel que ela tinha vontade de conhecê-lo melhor. Madison diz que os pais se esforçam tanto para esconder as coisas dos filhos, mas as crianças sempre sabem. Madison diz que ela conheceu o pai, e pede para que ela nunca duvide. Ofelia agradece Madison, antes de morrer em seus braços. Daniel chega e exige saber o que aconteceu com Ofelia, enquanto a abraça, chorando. Madison conta que o Rancho foi invadido e Ofelia os salvou, mas acabou sendo mordida. Daniel manda Madison se afastar antes que a mate. Enquanto Madison vai embora, Daniel piedosamente atira em Ofelia, impedindo que ela se transforme.

## Desenvolvimento e recepção

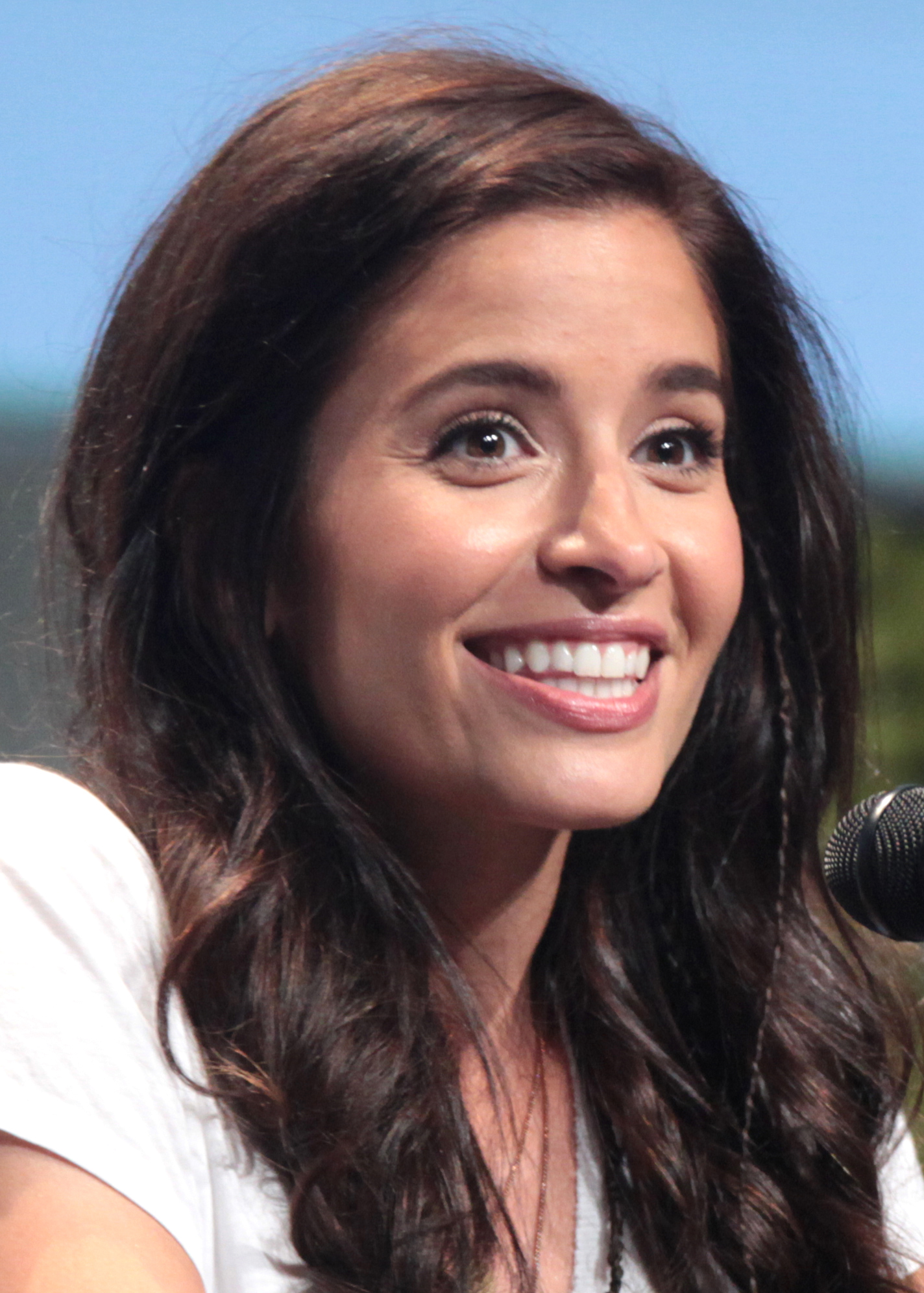
Mercedes Mason, intérprete de Ofelia Salazar.

Ofelia é interpretada por Mercedes Mason da primeira à terceira temporada. Em geral, a crítica aprovou e em certos momentos aclamou as atuações de Mason. A trajetória de Ofelia na terceira temporada foi recebida positivamente, uma vez que Ofelia se junta à Black Hat Reservation. Isso se dá principalmente pelo fato de que Ofelia é salvadorenha, e não é ajudada por Jeremiah pela cor de sua pele, que a deixa para morrer no deserto, porém é acolhida pelos nativos americanos. A personagem morre no episódio "El Matadero".
Para o The Hollywood Reporter, Mercedes Mason explicou sua saída do showː "[...] Foi uma colaboração entre mim e Dave. Eu não sei para onde o show irá no próximo ano. Eles poderiam estar saindo do país, e eu e meu marido estamos tentando iniciar uma família [...]. E Dave me disse: "Olha, acho que será muito mais poético se você nunca poder dizer suas últimas palavras para Daniel". Eu concordei com isso. Eu acho que há algo bonito em ele ser forçado a colocar sua filha fora de sua miséria, e também em teoria está pagando por todos os pecados que ele cometeu. É por isso que ele é assombrado, e qual é o seu maior medo? Que sua filha siga seus passos, ou que ela se torne uma vítima deste mundo e, finalmente, ele a impede de se transformar."
Dave Erickson disseː "Passamos a maior parte da temporada sabendo que Daniel estava desesperado para encontrar sua filha. [...] É incrivelmente traumático, deprimente e horrível para os pais não estarem lá quando o filho precisa deles, e isso é definitivamente algo que vai assombrar Daniel no futuro. [...] Mercedes é maravilhosa, e Ofelia havia crescido muito desde que a conhecemos na primeira temporada. Mas ela precisava ter um arco redentor na metade da temporada [...]."
UPROXX disse sobre o arco de Ofeliaː "Ela evoluiu da filha fraca e chorona de Daniel para uma assassina corajosa e inflexível, e acabou se sacrificando para salvar Alicia e Crazy Dog. Ela é definitivamente a personagem mais melhorada da temporada." Sobre sua morte, o site disseː "Não foi cruel o suficiente simplesmente matá-la. Depois de ser mordida, Ofelia sobreviveu muitas horas a mais. Quanto tempo, exatamente? Tempo suficiente para dirigir do Broken Jaw Ranch e atravessar a fronteira do México, onde ela sobreviveu até o cair da noite, tomando analgésicos. Ela morreu cerca de 30 segundos antes de seu pai, Daniel, chegar da represa de Tijuana. É isso mesmo: depois de separar Ofelia e Daniel na segunda temporada, eles estavam forçando seu encontro há seis ou sete episódios. E quando estavam prestes a se ver novamente, Ofelia morre. Torção cruel." Erik Kain, da Forbes, disse em sua review ao final da temporada que a morte de Ofelia foi impactante e uma das mais chocantes já vistas no show. David Zapanta, da Den of Geek, disse sobre o arco de Ofeliaː "Uma personagem cujas motivações nunca parecem totalmente definidas. Na última temporada, vimos a súbita transformação de Ofelia em uma máquina que destrói zumbis e gasta gás em busca de seu noivo. Nós não vimos muito dela depois disso até que ela ressurgiu no início desta temporada como parte da tribo Black Hat. A partir daí, ela envenenou alguns fazendeiros (incluindo Nick), mas reuniu-se para salvar muitos outros, desbloqueando uma abertura de ar. Em suma, era uma rota tortuosa para uma morte silenciosa e inglória no estacionamento de um estádio." Ele também disse que os escritores nunca souberam o que fazer com a personagem, por mais agradável que fosse Mercedes Mason. Para Steve Ford, do TV Fanatic, Ofelia era uma personagem muito tímida no começo, mas havia torcido para que ela se salvasse do caminhante que a atacou em "This Land Is Your Land". Ele completou dizendoː "Eu investi significativamente em Daniel, e vê-lo absolutamente destruído por perder a filha é o que tornou a cena tão devastadora de assistir."